# Le Fantôme de Canterville
Le Fantôme de Canterville (The Canterville Ghost) est une nouvelle d'Oscar Wilde publiée en 1887 dans The Court and Society Review, et maintes fois rééditée et adaptée depuis au cinéma, à la télévision et en bande dessinée.

## Résumé
Le Fantôme de Canterville  se déroule en Angleterre vers 1890. Un ministre américain, M. Otis, accompagné de sa famille : sa femme, sa fille Virginia, âgée de quinze ans, son fils aîné Washington et les deux jumeaux surnommés « Stars and Stripes » s'installent dans le manoir de Canterville Chase. À l'arrivée de ces derniers, Lord Canterville, l'ancien propriétaire des lieux, prévient M. Otis et sa famille que le fantôme de sir Simon hante le château depuis que ce dernier a tué sa femme Eleanore dans la bibliothèque du manoir, quelques siècles auparavant. La première partie de la nouvelle se centre sur l'aspect humoristique du récit. En effet, ce fantôme, qui a toujours fait peur à toutes les personnes ayant habité ce château, n'arrive pas à effrayer cette famille américaine qui affiche une attitude résolument moderne et pragmatique. Le fantôme épuise ainsi tout son arsenal de techniques. Par exemple, quand il accapare la peinture de Virginia, la fille de M. Otis, pour faire peur — sans succès — aux membres de la famille Otis en leur faisant croire qu'il s'agit du sang de sa femme Eleanore. Finalement, il abandonne tout espoir de les effrayer.

« Il renonça dès lors à tout espoir d’effrayer jamais cette famille grossière américaine, et se contenta, en général, de rôder le long des couloirs, chaussé de pantoufles de lisière, avec un épais cache-nez rouge autour de la gorge, de peur des courants d’air, et une petite arquebuse, pour le cas où il aurait été attaqué par les jumeaux »

Puis, la deuxième partie de la nouvelle, plus sombre et spirituelle, se centre sur la rencontre du fantôme Sir Simon avec le personnage de Virginia, figure féminine et empathique de l'histoire. Son rôle est fondamental car elle l'aide à regretter les fautes de sa vie passée pour lesquelles il n'éprouve aucun remords. Il affirme que sa femme méritait la mort car elle était laide et ne savait pas faire la cuisine et qu'en guise de représailles, les frères de la défunte le laissèrent mourir de faim. Puis, le fantôme implore Virginia de l'aider à trouver le repos  éternel dans le Jardin de la Mort par la prière pour obtenir sa rédemption.

« Comme la Mort doit être belle ! Reposer dans la terre molle et brune, tandis que les herbes vous ondulent au-dessus de la tête, et écouter le silence… N'avoir pas d'hier, et pas de demain… Oublier le temps, oublier la vie, être en paix… Vous pouvez m'aider. Vous pouvez m'ouvrir le portail de la maison de la Mort, car l'Amour est toujours avec vous, et l'Amour est plus fort que la Mort »

Le pardon lui est accordé à travers la floraison de l'amandier. Le fantôme disparaît et peut ainsi reposer en paix léguant une boîte de bijoux de grande valeur pour Virginia. La nouvelle se termine sur les funérailles du fantôme et le lien indéfectible de Sir Simon avec Virginia dans son avenir d'épouse.

## Les personnages
Sir Simon Canterville, le fantôme de Canterville.
Très cabotin, il adore se présenter sous différentes identités de façon très théâtrale : « Ruben  le  Rouge, ou le  nourrisson  étranglé » (« Red  Reuben, or  the strangled  babe ») (chap. 2). « Gédéon  le  décharné, ou le  suceur  de sang  de  Bexley Moor » (« Guant  Gibeon, or the  blood-sucker  of Bexley  Moor ») (chap. 2). « Daniel  le  muet, ou le  squelette  du suicidé » (« Dumb  Daniel, or the  suicide’s  skeleton ») (chap. 3). « Martin  le  maniaque, ou  le mystère  masqué » (« Martin  the maniac, or  the  masked mystery ») (chap. 3). « Isaac  le noir, ou  le  chasseur des  bois  de Hogley » (« Black  Isaac, or the  huntsman  of Hogley  woods ») (chap. 4). « Rupert  le  téméraire, ou le  comte  sans tête » (« Reckless  Rupert, or the  headless  earl ») (chap. 4). « Jonas  sans tombe, ou  le  voleur de  cadavres  de Chertsey  Barn » (« Jonas the  graveless, or  the corpse-snatcher  of  Chertsey Barn ») (chap. 4). « Le moine  vampire, ou  le bénédictin  exsangue » (« The vampire  monk, or  the bloodless  benedictine ») (chap. 4).
- La famille Otis :
Virginia Otis
Hiram B. Otis
Lucretia Tappan Otis (Mrs. Otis)
« Stars and Stripes » (les jumeaux Otis)
Washington Otis
Autres :
Duke of Cheshire
Mrs. Umney
Lord Canterville
Rev. Augustus Dampier

## Adaptations

### Cinéma
- Le Fantôme de Canterville, film de Jules Dassin et Norman Z. McLeod (1944) ;
- Le Fantôme de Canterville (en), film de William F. Claxton (1985) ;
- Le Fantôme de Canterville, film de Yann Samuell (2016) ;
- Le Fantôme de Canterville, film de Kim Burdon et Robert Chandler (2023).

### Télévision
- Le Fantôme de Canterville, épisode de la série télévisée Le Théâtre de la jeunesse (1962) ;
- Le Fantôme de Canterville, téléfilm britannique de Robin Miller (1974) ;
- Le Fantôme de Canterville, téléfilm de Paul Bogart (1986) ;
- Le Fantôme de Canterville (en), téléfilm de Sydney Macartney (1996) ;
- Le Fantôme de Canterville, téléfilm australien de Richard Scapczynskki (2001) ;
- Ghost Hotel - Le Fantôme de Canterville, film de Isabel Kleefeld (2013).

### Autres
- Le Fantôme des Canterville est une bande dessinée de Jean-Luc Cornette et Christophe Hanze publiée en 2003 par Delcourt (Collection Jeunesse)  (ISBN 2-84055-324-4). Il y a aussi une pièce de théâtre au Québec ;
- Le fantôme des Canterville, bande dessinée de Arranz Juan aux éditions G.P (1980) ;
- Le Fantôme de Canterville (en), opéra du compositeur russe Alexandre Knaïfel (1966) ;
- Le Fantôme de Canterville (fr), adaptation théâtrale de l'œuvre (2016) par Anne-Caroline d'Arnaudy,  (ISBN 9782334075398) ;
- Le Fantôme de Canterville, adaptation radiophonique par Hervé Prudon (2014)[2].

## Traductions françaises
- Le Fantôme de Canterville, traduit par Albert Savine, Paris, P.-V. Stock Éditeurs, 1906
- Le Fantôme de Canterville, traduit par Léo Lack, Paris, Mercure de France, 1939
- Le Fantôme de Canterville, traduit par Jules Castier, Paris, Nelson, 1954
- Le Fantôme de Canterville, traduit par Henri Robillot, Paris, Gallimard, 1994
- Le Fantôme des Canterville, traduit par Bernard Hœpffner, Paris, Éditions Mille et Une Nuits, 1997
- Le Fantôme des Canterville, traduit par François Dupuigrenet Desroussilles, dans Œuvres, Paris, Gallimard, « Bibliothèque de la Pléiade », 1998
- Le Fantôme de Canterville, traduit par Édith Fourtanier, Paris, Bertrand-Lacoste, 1998